# Oblučje
Oblučje (rusky Облучье) je město v Židovské autonomní oblasti v Ruské federaci. Při sčítání lidu v roce 2010 mělo 9379 obyvatel a jednalo se tak o druhé největší město oblasti.

## Poloha
Oblučje leží na řece Chinganu, přítoku Amuru, na západním okraji Židovské autonomní oblasti u hranice s Amurskou oblastí. Od Birobidžanu, správního střediska Židovské autonomní oblasti, je Oblučje vzdáleno přibližně 160 kilometrů na západ.
Oblučje leží poměrně blízko hranice Čínské lidové republiky – čínská příhraniční obec Čchao-jang v městské prefektuře I-čchun v provincii Chej-lung-ťiang je vzdálena jen přibližně 70 kilometrů na jihozápad.

### Doprava
Přes Oblučje vede Transsibiřská magistrála.

## Dějiny
Oblučje vzniklo v roce 1911 při výstavbě Transsibiřské magistrály – přímo jméno města odkazuje k tomu, že zde je na trati velký oblouk.
Městem je Oblučje od roku 1938.